# Frederik Hammerich (borgmester)
 Der er flere personer med dette navn, se Frederik Hammerich.
Frederik Hammerich (født 15. juni 1759 i Flensborg, død 26. januar 1840 på Frederiksberg) var borgmester i København, bror til Henrik Christian Hammerich.
Han var en søn af amtsforvalter i Flensborg Frederik Hammerich (død 1777) og Botilla Helene født Lange (død 1776). Han blev exam.jur., advokat i Hertugdømmerne, regimentskvartermester i artilleriet 1788 og fik afsked 1795 med karakter af overkrigskommissær. Hammerich fik da borgerskab som brygger i København 1789, blev rådmand sammesteds 1806 og var 1821-37 borgmester. Han var medlem af Stadens 32 mænd 1798-1806 og forsamlingens notarius (sekretær). Han var konferensråd.
Hammerich ægtede 27. juli 1785 i Helligåndskirken Nancy Maria Porth (ved dåben Anna Maria) (11. april 1765 på St. Croix - 30. juni 1819 på Frederiksberg).